# Multicooker
Un multicooker è un elettrodomestico computerizzato multifunzionale equipaggiato con una varietà di programmi. È un elettrodomestico per la cucina di prossima generazione. Il multicooker può bollire, cuocere al forno, friggere, friggere in olio abbondante, arrostire, stufare, cuocere a vapore e preparare centinaia di piatti: pasta, zuppe, stufati, biscotti, carne, pesce, verdure, yogurt e pane.
L'idea principale del multicooker è quella di poter selezionare semplicemente una ricetta, inserire gli ingredienti all'interno del multicooker, impostare il programma corrispondente e questo basterà per preparare il pasto. I multicooker non necessitano di un controllo costante.
Normalmente offre delle funzioni di riscaldamento, mantenimento del calore, impostazione del tempo, in modo che vostri pasti siano pronti quando lo siete voi.
I multicooker sono stati sviluppati per adattarsi allo spazio, far risparmiare denaro e poter rimpiazzare molti elettrodomestici della cucina: fornelli, forno, pentole, padelle, friggitrici, macchine per il pane, pentole a pressione, thermos per fare lo yogurt, casseruole per la fondue e pentole a vapore.

## Storia
Il multicooker è il successore dei bollitori elettrici di riso. Il primo modello di bollitore elettrico per il riso nacque in Giappone nel 1950. All'inizio era abbastanza primitivo per gli standard moderni, ma nel corso del tempo questi apparecchi sono diventati sempre più evoluti e sono stati aggiunti sempre più programmi e funzioni. In questo momento i bollitori elettrici per il riso non cucinano solamente il riso, ma anche altri tipi di grani e zuppe. Questo ha aperto la strada per riprogrammare questa tipologia di apparecchi in modo da poter offrire altre funzioni, quali per esempio la possibilità di: arrostire, stufare, cuocere al forno, ecc.
Nel frattempo, il mercato europeo ha visto la produzione di differenti elettrodomestici per la cucina con usi specifici: bollitori elettrici, pentole a pressione, macchine per fare il pane, pentole a vapore, thermos per fare lo yogurt, ecc. Ma è stata solo una questione di tempo prima che questi dispositivi fossero combinati in un unico processore e così è nato il multicooker. I multicooker sono stati progettati per creare dozzine di piatti differenti, passando dalla cucina europea a quella americana.

## Funzioni
- Riscaldare: riscalda un piatto freddo fino a 50-60 °C.
- Mantenere al caldo: può essere attivata automaticamente dopo che alcuni dei programmi terminano e permette di mantenere i pasti caldi per molte ore. La temperatura è normalmente di 60 °C o superiore per prevenire lo sviluppo di batteri dannosi.
- Riscaldamento 3D: è implementato all'interno del dispositivo garantendo la temperatura ottimale nel processo di riscaldamento, questo aiuta a preservare le vitamine e il contenuto di minerali nei cibi.
- Impostazione tempo di cottura: permette di controllare il tempo di cottura degli ingredienti. Questa funzione è utilizzabile solamente con i programmi che non richiedono l'intervento dell'utente nel corso del processo e quando gli ingredienti possono stare alla temperatura preimpostata per alcune ore.
- Masterchief: è una funzione che permette di cambiare il tempo e la temperatura della maggior parte dei programmi, tranne quello yogurt.

## Programmi
- Cucina Arriva al punto di bollitura e la mantiene per un tempo predeterminato. Questo programma è ideale per creare zuppe, brodi, cereali con latte, riso e cucinare vari grani.
- Pasta Riscalda fino al punto di bollitura e si ferma quando è il momento di inserire gli ingredienti. Dopo che gli ingredienti sono stati aggiunti torna nuovamente a bollire e mantiene la temperatura per un tempo predeterminato. Il programma può essere utilizzato per cucinare pasta, ravioli, salsicce, uova e altri prodotti che necessitano acqua bollente.
- Stufato Arriva al punto di bollitura e poi continua a una temperatura leggermente più bassa. Questo programma può cucinare verdure, carni e frutti di mare stufati.
- Frittura Questo programma può essere utilizzato per friggere carne, pollame, pesce, verdure e frutti di mare. È possibile friggere con la copertura aperta o chiusa.
- Cuocere al forno Biscotti, torte, pasticcini e stufati cotti in casseruola.
- Riso/grani Riscalda fino alla bollitura e mantiene la bollitura fino a che l'acqua finisce (attraverso l'evaporazione o l'assorbimento da parte degli ingredienti). Utilizzare questo programma per bollire riso, piselli, fagioli, grano saraceno e grani farinacei.
- Pilaf Una combinazione dei programmi RISO e CUOCERE AL FORNO che comincia con una bollitura completa e poi vede la temperatura salire per 5-10 minuti.
- Vapore Verdure, carne, ravioli e cibo per bambini cotti al vapore.
- Zuppe
- Yogurt
- Multicook Un programma, il quale permette agli utenti di controllare il tempo e la temperatura e di utilizzare praticamente qualsiasi ricetta all'interno del multicooker.

## Accessori
- Scodella
- Cestello per cottura a vapore
- Cestello per frittura in olio
- Griglia
- Cucchiai/spatole per mescolare o estrarre i contenuti
- Tazza di misurazione per la misurazione di ingredienti specifici
- Libro delle ricette

## Multicooker e slow cooker (pentola a cottura lenta)
| Funzioni e Benefici             | Multicooker                                                      | Pentola Elettrica per Riso non Computerizzata                      | Pentola Elettrica per Riso Computerizzata                          | Slow cooker non programmabile         | Slow cooker programmabile             |
| ------------------------------- | ---------------------------------------------------------------- | ------------------------------------------------------------------ | ------------------------------------------------------------------ | ------------------------------------- | ------------------------------------- |
| Recipiente di cottura           | Il recipiente di cottura e fatto di argilla naturale             | No, rivestimento in alluminio alluminio con copertura antiaderente | No, rivestimento in alluminio alluminio con copertura antiaderente | No, rivestimento in ceramica smaltata | No, rivestimento in ceramica smaltata |
| Ha il riscaldamento 3D          | SI, Varia                                                        | NO                                                                 | NO                                                                 | NO                                    | NO                                    |
| Funzione IMPOSTAZIONE DEL TEMPO | SI programmazione da 5 minuti a 20 ore                           | NO                                                                 | YES                                                                | NO                                    | NO                                    |
| Display Pannello di Controllo   | SI                                                               | Varia                                                              | Varia                                                              | Varia                                 | Varia                                 |
|                                 | Premere il bottone controllo, sensore ed, LCD, orologio digitale |                                                                    |                                                                    |                                       |                                       |
| Timer programmabile             | SI                                                               | NO                                                                 | Varia                                                              | Varia                                 | Varia                                 |
|                                 | programmazione da 5 minuti a 20 ore                              |                                                                    |                                                                    |                                       |                                       |
| Programma: Yogurt               | SI                                                               | NO                                                                 | NO                                                                 | NO                                    | NO                                    |
| Programma: COTTURA AL FORNO     | SI                                                               | NO                                                                 | NO                                                                 | NO                                    | NO                                    |

## Parti
Un multicooker è formato dalle seguenti parti:
- Alloggiamento. Normalmente in plastica, acciaio inossidabile o una combinazione di questi. Il corpo è montato o attaccato ad altre parti del dispositivo. Funge da isolatore termico.
- Recipiente interno. Nei design più moderni, il recipiente è rimovibile e rivestito di materiale antiaderente (ceramica, Teflon, ecc.). Il rivestimento antiaderente è importante perché il multicooker funzioni correttamente. La copertura antiaderente previene che il cibo si bruci e si attacchi al fondo o alle pareti del recipiente e questo previene perdite di calore o cottura non uniforme. Non è come gli oggetti in vetro convenzionali con i quali bisogna continuamente mescolare.
- Copertura. Sigilla il multicookers e impedisce al contenuto di schizzare fuori.
- Elemento di riscaldamento. Montato sull'alloggiamento permette di cucinare i cibi. Possono essere raggiunte temperature tra 40-180 °C e questo assicura la possibilità di utilizzare qualsiasi metodo di cottura e di mantenere il cibo caldo per cucinare come nel forno e per friggere.
- Sensore di temperatura. Questo è normalmente situato in basso al centro dell'alloggiamento e premuto contro il fondo di cottura per assicurare il contatto completo con questo. Il pannello di controllo fornisce informazioni riguardo alla temperatura dei contenuti del recipiente.
- Sensore della pressione. Questo potrebbe essere installato, se il multicooker supporta la cottura a pressione.
- Pannello di controllo. È parte dell'alloggiamento, questo consiste in un microprocessore con i programmi che sono visualizzati mostrando il processo e i programmi. Include inoltre vari bottoni per il controllo del processo.
- Raccoglitore dell'Acqua. Normalmente un piccolo contenitore o un'area attorno al recipiente del multicooker all'interno della quale può essere raccolta la condensa proveniente dalla copertura.

## Vantaggi di un multicooker
- Il cibo mantiene le sue vitamine naturali e i minerali, oltre a necessitare meno olio per essere cucinato.
- Permette di risparmiare spazio con un solo dispositivo multifunzionale
- Sicuro da utilizzare grazie ad un sistema di sicurezza avanzato
- Cucina per voi in modo da lasciarvi più tempo libero
- Semplice da pulire
- Semplice da utilizzare
- Usa meno energia